# Maßbach
Maßbach è un comune tedesco situato nel land della Baviera.

## Geografia antropica

### Frazioni
- Weichtungen